# Jorge Alberto Cavazos Arizpe
Jorge Alberto Cavazos Arizpe (Monterrey, 31 luglio 1962) è un arcivescovo cattolico messicano, dal 26 marzo 2022 arcivescovo metropolita di San Luis Potosí.

## Biografia
È il più giovane di sei figli di Héctor Manuel Cavazos Gutiérrez e Lidia Arizpe González.

### Formazione e ministero sacerdotale
Dopo essere entrato nel seminario, si è laureato in teologia morale presso la Pontificia università cattolica del Messico ed è stato ordinato sacerdote il 31 maggio 1989.
Successivamente è stato docente di teologia morale dal 1993 al 1999 e dal 2004 al 2008, nonché direttore di teologia al seminario di Monterrey dal 1999 al 2002.

### Ministero episcopale
Il 7 gennaio 2009 papa Benedetto XVI lo ha nominato vescovo ausiliare di Monterrey, assegnandogli la sede titolare di Isola.
Ha ricevuto l'ordinazione episcopale nella cattedrale Monterrey il 26 marzo successivo dalle mani del cardinale José Francisco Robles Ortega, arcivescovo metropolita di Monterrey, co-consacranti il nunzio apostolico del Messico Christophe Louis Yves Georges Pierre e il vescovo di La Paz en la Baja California Sur Miguel Ángel Alba Díaz.
Dal 7 febbraio al 3 ottobre 2012 è stato amministratore apostolico di Monterrey.
Il 15 maggio 2014 ha compiuto la visita ad limina.
Dal 29 luglio al 13 gennaio 2016 è stato amministratore apostolico di Nuevo Laredo.
Il 17 febbraio 2016 ha accolto papa Francesco nell'incontro con il mondo del lavoro al "Colegio de Bachilleres" dello stato di Chihuahua, rientrante nel programma del viaggio apostolico in Messico.
Il 2 aprile 2016 papa Francesco lo ha nominato vescovo di San Juan de los Lagos.
Dal 9 novembre 2021 è economo generale della Conferenza Episcopale Messicana.
Il 26 marzo 2022 papa Francesco lo ha promosso arcivescovo metropolita di San Luis Potosí, succedendo a Jesús Carlos Cabrero Romero, dimessosi per raggiunti limiti d'età. Ha preso possesso dell'arcidiocesi il 30 giugno successivo. Dal 29 giugno 2022 al 25 maggio 2024 è stato anche amministratore apostolico di San Juan de los Lagos.

## Genealogia episcopale
La genealogia episcopale è:
- Cardinale Scipione Rebiba
- Cardinale Giulio Antonio Santori
- Cardinale Girolamo Bernerio, O.P.
- Arcivescovo Galeazzo Sanvitale
- Cardinale Ludovico Ludovisi
- Cardinale Luigi Caetani
- Cardinale Ulderico Carpegna
- Cardinale Paluzzo Paluzzi Altieri degli Albertoni
- Papa Benedetto XIII
- Papa Benedetto XIV
- Cardinale Enrico Enriquez
- Arcivescovo Manuel Quintano Bonifaz
- Cardinale Buenaventura Córdoba Espinosa de la Cerda
- Cardinale Giuseppe Maria Doria Pamphilj
- Papa Pio VIII
- Papa Pio IX
- Arcivescovo José María Ignacio Montes de Oca y Obregón
- Arcivescovo Próspero María Alarcón y Sánchez de la Barquera
- Arcivescovo Leopoldo Ruiz y Flóres
- Cardinale Miguel Darío Miranda y Gómez
- Vescovo Alfredo Torres Romero
- Cardinale José Francisco Robles Ortega
- Arcivescovo Jorge Alberto Cavazos Arizpe

## Araldica
| Stemma | Blasonatura | Descrizione |
| ------ | --- | --- |
|        | Di rosso, al chrismon d'oro, addestrato dalla lettera Α greca dello stesso e assinistrato dalla lettera Ω greca dello stesso, accompagnato in punta dalla Vergine di san Juan al naturale, sormontata da due putti d'oro tenenti uno svolazzo dello stesso. Ornamenti esteriori da vescovo. Motto: Instaurare omnia in Christo | Il campo dello scudo è rosso, a rappresentare la passione e morte di Cristo e le vicissitudini di questa vita, che in Lui e attraverso la preghiera di Maria Santissima può essere vinta. Al centro dello scudo vi è il cristogramma, formato dalle lettere iniziali della parola greca Christós, che significa "unto", questo segno è anche chiamato Chrismon. È usato come espressione di Cristo Re e Signore. Accanto al cristogramma, le lettere Alfa e Omega, prima e ultima dell'alfabeto greco, significano che Cristo è l'inizio e la fine. Il cristogramma è posto al centro dello scudo come espressione che Cristo è tutto, tutto dipende da Lui. Il crismón è di colore dorato e indica la dignità, il potere e il regno di Cristo. La Vergine di San Juan è perfettamente unita a Cristo e alla sua missione, motivo per cui il mantello, la sua corona e gli angeli sono d'oro, come il cristogramma. Nel manto della Vergine, espressione della sua santità, dignità e sollecitudine materna, due diocesi sono unite, rappresentate in due elementi: la barca e le palme. La barca rappresenta l'arcidiocesi di Monterrey. Questa immagine si trova nel presbiterio del santuario di Nostra Signora di Guadalupe nel quartiere Independencia di Monterrey, dove l'arcivescovo fu battezzato ed educato. Allo stesso tempo rappresenta l'intera Chiesa e la fede guidata e curata dalla Vergine Maria. Le palme dei martiri rappresentano invece la diocesi di San Juan, per i martiri che sono nati o hanno dato la vita in quelle terre. Il motto proviene dalla Lettera agli Efesini 1,10 e riecheggia l'identico motto di san Pio X. Questo è il desiderio e il motivo della dedizione a Dio dell'arcivescovo: possa la sua vita e quella di tutto il suo gregge avere Cristo come capo. |